# Якимов Олександр Васильович
Олекса́ндр Васи́льович Яки́мов (16.03. 1925 — 12.01.2016)  — вчений у галузі машинобудування, доктор технічних наук, професор, лауреат Державної премії УРСР, заслужений діяч науки і техніки УРСР.

## Біографія
О. В. Якимов народився 16 березня 1925 року у м. Чермоз Пермської області РРФСР в робітничій родині. У 1943 році був призваний до лав Червоної Армії. Після демобілізації працював конструктором на Пермському авіаційному заводі.
У 1952 році закінчив Московський авіаційний інститут. Навчався в аспірантурі. У 1956—1961 роках працював викладачем Запорізького машинобудівного інституту, В 1961—1974 роках був доцентом кафедри технології машинобудування, завідувачем кафедри Пермського політехнічного інституту.
У 1956 році у Московському авіаційному інституті захистив кандидатську дисертацію. В 1970 році захистив дисертацію «Технологічні основи процесу шліфування з переривчатою робочою поверхнею» на здобуття наукового ступеня доктора технічних наук. Згодом присвоєно вчене звання професора.
З 1974 року працював в Одеському політехнічному інституті (ОПІ), завідував кафедрою технології машинобудування. У 1987—1989 роках був деканом механіко-технологічного факультету ОПІ.
В 1980—1985 роках був членом комітету з присудження Державних премій при Раді Міністрів СРСР,, в 1986—1989 роках — членом експертної ради Вищої атестаційної комісії УРСР, головою спеціалізованої Вченої ради з присудженню наукових ступенів.
Помер 12 січня 2016 року в м. Одеса.

## Наукова діяльність
Основний напрям наукової діяльності — технологія машинобудування; метод переривчастого шліфування, оптимізація процесу шліфування; теплофізика механічної обробки деталей машин; технологія абразивно-алмазної обробки. Під його керівництвом був розроблений принципово новий напрям у шліфуванні — переривчасте шліфування. Були створені десятки конструкцій переривчастих шліфувальних кругів, захищених авторськими посвідченнями й патентами, розроблені численні нові способи шліфування й керування цим процесом. За ці розробки його творчому колективу була присуджена Державна премія України.
Підготував 5 докторів і 55 кандидатів технічних наук. Є автором понад 300 друкованих праць, 78 авторських свідотцтв.

## Праці
- Оптимизация процесса шлифования. — М. : Машиностроение, 1975. — 176 с.
- Автоматизированные системы управления процессом шлифования. — Киев: О-во «Знание» УССР, 1983. — 15 с.
- Абразивно-алмазная обработка фасонных поверхностей. — М. : Машиностроение, 1984. — 312 с.
- Прерывистое шлифование. — Киев — Одесса: Вища школа, 1986. — 175 с.
- Теоретические основы резания и шлифования материалов: учебное пособие / Ф. В. Новиков,  Г. В. Новиков, Б. С. Серов, А. А. Якимов, А. В. Якимов. — Одесса, 1999. — 450 с.
- Теоретические основы технологии машиностроения: учебник / А. В. Якимов, Ф. В. Новиков, А. А. Якимов, Г. В. Новиков, Н. И. Решетнев. — Одесса: ОНПУ, 2002. — 490 с.

## Нагороди
- Медалі «За перемогу над Німеччиною у Великій Вітчизняній війні 1941—1945 рр.» та інші.
- Заслужений діяч науки і техніки УРСР (1982 р.)
- Державна премія УРСР у галузі науки і техніки (1986 р.)